# Henricosbornia
Henricosbornia es uno de los géneros extintos más antiguos de mamíferos placentarios del orden Notoungulata, que vivió durante el Paleoceno-Eoceno en Sudamérica. Gran parte de los materiales tipo de las especies de este género fueron recolectados por Carlos Ameghino y estudiados por su hermano Florentino Ameghino, y se encuentran actualmente en el Museo Argentino de Ciencias Naturales, en Buenos Aires, Argentina.

## Etimología
Su nombre es en honor al paleontólogo estadounidense Henry Fairfield Osborn.

## Descripción
Este animal es conocido principalmente por sus dientes. Los dientes de Henricosbornia eran algo primitivos; no había diastemas presentes, y los molares y premolares eran de coronas bajas (braquiodontes) y bunolofodontes. Los molares superiores tenían un crochet generalmente débil y en muchos casos estaba ausente. Sólo el primer y el segundo molar presentaban hipocono de manera constante. No había cíngulo labial, presente en algunos otros notoungulados. El tercer molar poseía un metástilo muy marcado. En los molares inferiores, la cresta del trigónido era oblicua, y el metaconido era más alto que el protocónido. Medialmente al protocónido presentan una pequeña cúspide, probablemente un paracónido reducido. El hipoconúlido se encontraba bien diferenciado en el primer y segundo molar. El entocónido era una cúspide bien separada del hipoconúlido. La especie Henricosbornia lophodonta muestra una enorme variabilidad intraespecífica en la morfología del metálofo.

## Clasificación
El género Henricosbornia fue descrito por primera vez por Florentino Ameghino en 1901, sobre la base de restos fósiles encontrados en suelos del Eoceno inferior de patagonia, Argentina, en la provincia del Chubut. En el transcurso de unos años, el erudito describió numerosos restos de dientes de la misma área y los consideró como pertenecientes a diferentes especies de notoungulados, que llamó Henricosbornia lophodonta (la especie tipo), Hemistylops paucicuspidatus, Hemistylops trigonostyloides, Pantostylops completus, Microstylops monoconus, Prohyracotherium patagonicum, Microstylops clarus, Selenoconus spiculatus, Prohyracotherium matutinum. Más tarde, todas estas especies fueron clasificadas como una sola especie por George Gaylord Simpson, Henricosbornia lophodonta, con una diversidad excepcional en la estructura de los molares. Al género Henricosbornia se atribuyeron otras especies aún consideradas válidas: Henricosbornia ampla (la más reciente, encontrada en suelos que podrían remontarse al Eoceno medio), H. minuta, H. waitehor. Una de las especies descritas por Ameghino en 1901, Pantostylops typus, podría representar en todos los aspectos una especie distinta de Henricosbornia. Los fósiles atribuidos a Henricosbornia provienen de localidades del Paleoceno-Eoceno de Argentina. Dadas sus características dentales primitivas, Henricosbornia es considerada una de los notoungulados más antiguos conocidos. Es el género tipo de Henricosborniidae, una familia que incluye los notoungulados más basales, junto con la familia Notostylopidae en el grupo (probablemente parafilético) de Notioprogonia. 